# Calamophyllum teretiusculum
Calamophyllum teretiusculum är en isörtsväxtart som först beskrevs av Adrian Hardy Haworth, och fick sitt nu gällande namn av Schwant. Calamophyllum teretiusculum ingår i släktet Calamophyllum och familjen isörtsväxter. Inga underarter finns listade i Catalogue of Life.